# Zachauska gården
Zachauska gården är en borgargård i kvarteret Svanen vid Trädgårdsgatan 4/Västra Skolgatan 3 i Mariestad. Byggnaden, som uppfördes år 1761, är byggnadsminne sedan den 21 januari 1980.
Zachauska gården – i vilken Mariestads apotek var inrymt mellan 1822 och 1895 – bevarar ännu väl karaktären av borgargård från 1700-talet.

## Historia
Området mellan staden och Tidan betecknas före stadsbranden som "Konungs-Trädgården". Efter branden ersattes denna av nyutlagda tomter. Yllefabrikören Christoffer Zachau förvärvade här 1760 en gård, som året därpå bebyggdes med bostadshus av tegel mot Västerlånggatan, nuvarande Västra Skolgatan. Samtidigt om- och tillbyggdes ekonomibyggnaderna mot gården. Av ett besiktningsinstrument framgår att huset skulle ha varit färdigställt i maj 1761.
Huruvida några omfattande ombyggnader företogs under 1700-talet är ej känt, av bevarade fasta inredningsdetaljer kunde vid en byggnadsundersökning 1986 emellertid ingen sådan ombyggnad påvisas. Anmärkas bör dock att gatufasadens risalit med den gavelkrönta frontespisen samt ytterdörrarna bär omisskännligt gustavianska drag, något som kan antyda att mittpartiet moderniserats, eventuellt i samband med ett ägarskifte mellan släkterna Zachau och Enander på 1790-talet.
Under Christoffer Zachaus tid bestod flygeln, det timrade tvåvåningshuset, troligen av bodar på bottenvåningen och bostäder för tjänstefolk på övervåningen men byggdes efterhand om till enbart bostäder, dock lär dess östra del ha inrymt stall in på 1920-talet. Det timrade envåningshuset bredvid flygeln benämns 1814 som "bränneri och brygghus". Under apotekstiden användes det som laboratorium men därefter enbart till bostadsändamål.
Det är känt att byggnaden fungerade som Mariestads apotek under perioden ca 1825 – ca 1895, under vilken tid tillkom den stora mortel av järn, som alltjämt förvaras i huset. Byggnadens södra del nyinreddes under 1850-talet, ombyggnaden skulle eventuellt kunna knytas till apotekaren C J Lindahl, vilken förvärvade fastigheten 1858. Ett flertal inredningsdetaljer av hög klass såsom helfranska pardörrar, halvfranska vikbara nattluckor med mera torde ha tillkommit i samband med detta ägarskifte.
Släkten Gullberg förvärvade gården på 1890-talet. Från 1890-talets slut fram till omkring 1913 uthyrdes de norra delarna av huset till nyttjande som lokalkontor för Skaraborgs Läns Tidning, sannolikt utan att några ingrepp gjordes.
År 1912 indrogs vattenburen centralvärme samt installerades elektricitet i huset. Båda anläggningarna var de första av sitt slag i Mariestad. Kvar i huset idag finns eventuellt ursprungliga vattenradiatorer i bostadsrummen, och i källaren numera sällsynta elektriska installationer från denna tid. Ursprungligen försågs huset med ström från eget elverk.
År 1913 flyttade Gullbergs charkuterifabrik in i de före detta apotekslokalerna i huvudbyggnaden vilket medförde tillbyggnad av nya källarutrymmen och en förlängning av huset mot söder 1923. Tidigare var denna verksamhet förlagd till en byggnad i kvarterets sydöstra del som revs 1917. När den gamla charkuterifabriken revs tillfördes marken trädgården i kvarterets södra del.
Under åren 1991–1993 genomfördes omfattande byggnadsarbeten då de äldre husen renoverades och ett nytt bostadshus i två och en halv våning uppfördes i trädgården längs Magasinsgatan. Ett äldre uthus i kvarterets mitt revs och ersattes av ett nytt gårdshus med tvättstuga och soprum i liknande stil som det gamla. Efter byggnadsarbetena är de flesta äldre träd i trädgården borta och marken omplanerad. Trädgården har längs Västra Skolgatan och Magasinsgatan inhägnats av ett nytt staket av trä (som ersatt ett äldre), och en äldre stenmur som omgärdat denna del av kvarteret blev delvis borttagen då det nya bostadshuset byggdes.

## Beskrivning
Kvarteret Svanen är beläget i västra delen av stadsdelen Trädgården, med dess västra sida gränsande direkt till Tidan, mitt emot länsresidenset Marieholm. Längs ån löper en skoning av sten med en angöringsplats för mindre båtar. Mellan skoningen och byggnaderna närmast vattnet finns en smal remsa med gräs och buskar.
Kvarteret omges i norr av Trädgårdsgatan, i öster av Västra Skolgatan och i söder av Magasinsgatan. Angränsande bebyggelse vid Trädgårdsgatan och Västra Skolgatan är huvudsakligen helt modern och tillkommen omkring 1980 och framåt. I söder ligger Trädgårdsskolan, vars byggnader är uppförda i flera etapper under 1800-talet och 1910-talet.
Kvarteret Svanen upptas av den så kallade Zachauska gården, som med byggnader och trädgård utgör kvarterets hela yta. I den norra hälften ligger huvudbyggnaden av sten i en och en halv våning med huvudfasad mot Västra Skolgatan. Som flygel längs Trädgårdsgatan står ett reveterat timmerhus i två våningar med en numera inbyggd svalgång eller loftgång mot gårdssidan. Omedelbart söder om detta hus ligger, i likhet med det föregående med en gavel mot Tidan, ett reveterat timmerhus i en våning. Gårdsplanen avgränsas från trädgården dels av ett nytt staket som ersatt ett tidigare plank, dels av ett mindre nybyggt gårdshus med tvättstuga som ersatt ett äldre uthus med träpanel och tegeltak. Gården har i början av 1990-talet stensatts med kullersten och gångplattor av topphyvlad kalksten från Öland. Gårdsplanen avgränsas mot Trädgårdsgatan av ett plank med port från samma tid.
Huvudbyggnaden mot Västra Skolgatan är uppförd i en våning med ursprunglig frontespis mot gatan och har brutet tak av tegel och plåt med valmat övre fall. Fasaderna är putsade och ljusgulfärgade. Under huset finns kryssvälvda källare. Huset tillbyggdes 1923 mot söder.
Mot Trädgårdsgatan ligger ett långsmalt timrat tvåvåningshus med reveterade och grågulfärgade fasader. Dess stomme utgörs av en loftbod - möjligen äldre än huvudbyggnaden - som senare har ombyggts till bostadshus.
Trädgården, som upptar den södra hälften av kvarteret, bebyggdes 1991 längs Magasinsgatan med ett bostadshus i två och en halv våning. Mellan 1917 då en byggnad i kvarterets sydöstra del som rymde Gullbergs charkuterifabrik revs, och nybyggnaden 1991, var hela södra delen av kvarteret trädgård, i sin helhet gräsbevuxen med gångar lagda med stenplattor. I trädgården växte förutom prydnadsväxterna syren, rosenhäger, poppel, hagtorn och lind, vilken senare planterats som en berså, även fruktträd och bärbuskar. Efter byggnadsarbetena är dock de flesta träd i trädgården borta och marken omplanerad. Trädgården är längs Västra Skolgatan och Magasinsgatan inhägnad av dels ett nytt staket av trä (som ersatt ett äldre), dels av en äldre stenmur (delvis borttagen då det nya bostadshuset byggdes).